# Clément de Hemptinne
Louis-Clément de Hemptinne (Geten, 25 september 1778 - 16 februari 1853), ook soms "Dehemptinne" geschreven, was lid van het Belgisch Nationaal Congres en burgemeester. Hij was een telg uit het geslacht De Hemptinne.

## Levensloop
Louis-Clément de Hemptinne was een van de acht kinderen van notaris Jean-Lambert de Hemptinne (1740-1810) (onder het ancien régime 'mayeur' van de baronie Jauche) en Jeanne Drouin (1753-1787). Zijn jongste broer Félix-Joseph de Hemptinne (1783-1848) trouwde in Gent met Henriette Lousberg (1796-1827) en werd een belangrijk politicus en industrieel in Oost-Vlaanderen en is tevens de stamvader van de uitgebreide en geadelde Gentse tak van de familie.
De Hemptinne behaalde in 1803 zijn diploma van doctor in de geneeskunde in Parijs, wat niet belet dat hij, na eerst in Jauche als arts te hebben gewerkt, in 1816 tot notaris werd benoemd. Hij trouwde met Catherine van Ormael (1777-1834) en ze hadden een dochter, Joséphine-Marie die trouwde met haar neef Henri (1820-1853), zoon van Felix-Joseph de Hemptinne. Hun zoon Charles de Hemptinne (1846-1922) bleef vrijgezel en schonk de eigendom de Hemptinne in Jauche en een aanzienlijk vermogen aan het OCMW van Namen dat er in 1935 een sanatorium opende, dat later een tehuis voor gehandicapten werd.

## Nationaal Congres
In oktober 1830 werd Louis-Clément tot lid verkozen van het Nationaal Congres voor het arrondissement Nijvel. Ook al kwam hij niet tussen in de debatten, zijn stemgedrag toonde duidelijk aan dat hij een orangist was: hij bleef afwezig bij de stemming over de Belgische onafhankelijkheid, stemde tegen de eeuwigdurende verbanning van de Nassaus en bracht zijn stem uit, in de eerste ronde voor het kiezen van een staatshoofd, op de hertog van Leuchtenberg, de kandidaat waarvan men aannam dat hij degene was tegen wie Willem I het minst bezwaren zou hebben.
Toen het allemaal tegen zijn overtuigingen evolueerde, zag hij de nutteloosheid van zijn aanwezigheid in en op 18 mei 1831 nam hij ontslag. Wellicht werd zijn houding beïnvloed door zijn broer Félix, die in Gent tot de orangistische loge 'Les Vrais Amis' behoorde en ook als katoenindustrieel veel aan het Verenigd Koninkrijk der Nederlanden te danken had.
Clément de Hemptinne was ook burgemeester van Geten (Jauche) van 1831 tot aan zijn dood. Het burgemeesterschap of wat er onder het ancien régime aan voorafging, behoorde van 1747 tot 1877 aan leden van deze familie.